# Kathleen Winsor
Kathleen Winsor (Olivia, 16 de outubro de 1919 - Nova Iorque, dia 26 de maio de 2003) é uma escritora estadunidense. O seu primeiro romance, Forever Amber, foi proibido em alguns estados americanos, por abordar temas como o aborto e a liberdade sexual, porém, se tornou um best-seller e foi o romance americano mais vendido da década de 1940. A obra foi adaptada para o cinema com o filme Forever Amber, dirigido por Otto Preminger.

## Biografia

### Vida pessoal
Winsor nasceu em 16 de outubro de 1919, na cidade de Olivia em Minnesota. Quando criança, se mudou com sua família para Berkeley na Califórnia. Estudou na Universidade da Califórnia, graduando-se em 1938. Na faculdade conheceu Robert Herwig, com quem se casou. Hering serviu na Segunda Guerra Mundial por 5 anos; durante este período, Winsor fazia pesquisas sobre a Restauração e rascunhava sua primeira obra literária. Se divorciou de Herwig em 1946. Seu segundo casamento foi com Artie Shaw em 1946, se divorciando em 1948. Seu terceiro casamento ocorreu em 1949 com Arnold Krakower, se divorciando em 1953. Casou-se novamente em 1956, com Paul Porter, que faleceu em 1975. Após a morte de Porter, mudou-se para Nova Iorque e viveu na cidade até seu falecimento em 26 de maio de 2003.

### Carreira
Após se formar, Winsor trabalhou como recepcionista no Oakland Tribune e escrevia artigos ocasionalmente. Em 1944, publicou o romance Forever Amber, que foi proibido de ser vendido em 14 estados americanos, devido aos temas tabus abordados, como a liberdade sexual e o aborto. Apesar das proibições e críticas, a obra se tornou um best-seller com mais de 3.000.000 de cópias vendidas, e traduzido para 16 idiomas; a obra foi adaptada para os cinemas, dirigido por Otto Preminger e lançado em 1947. Sua segunda obra de sucesso foi o romance Star Money, publicado em 1950.